# 齋藤裕俊
齋藤 裕俊（さいとう ひろとし、1984年8月12日 - ）は、日本の男性総合格闘家。茨城県猿島郡出身。和術慧舟會GODS所属。
笑みを浮かべながら剛腕を振り回すファイトスタイルから、マヌーフと呼ばれている。

## 来歴
境町立境第二中学校、茨城県立境高等学校では、6年間、野球一筋。
2004年、日本体育大学在学中に、星野勇二が代表の和術慧舟會GODSに入門した。
2005年、JTC2005西関東大会で優勝し、JTC2005全国大会に出場。67kg未満級で優勝。決勝の相手は、同門の井上誠午。
2006年2月19日、パンクラスネオブラッド・トーナメントのライト級に出場。予選1回戦で奥山健太に勝利するも、準決勝で荒牧拓に敗れた。
2007年11月25日、第9回アマチュアパンクラスオープントーナメントの70kg未満級に出場。3試合を勝ち抜き、決勝に進むが敗れ、準優勝。
2008年3月23日、パンクラスネオブラッド・トーナメントのフェザー級に出場。予選3試合を勝ち抜き本戦出場を決めた。4月27日、本戦準決勝で清水隼人に勝利。8月27日に決勝で田中康友に勝利し優勝を果たした。
2008年12月7日、パンクラスで赤井太志朗と対戦し、判定ドロー。
2009年4月5日、パンクラスで赤井太志朗と再戦し、2ラウンドTKO負けを喫した。
2009年5月2日、戦極初参戦となった戦極 〜第八陣〜のオープニングファイトで阿部剛卓と対戦し、一本勝ちを収めた。

## 戦績

### プロ総合格闘技
| 総合格闘技 戦績 | 総合格闘技 戦績 | 総合格闘技 戦績 | 総合格闘技 戦績 | 総合格闘技 戦績 | 総合格闘技 戦績 | 総合格闘技 戦績 |
| --------------- | --------------- | --------------- | --------------- | --------------- | --------------- | --------------- |
| 6 試合          | (T)KO           | 一本            | 判定            | その他          | 引き分け        | 無効試合        |
| 3 勝            | 0               | 1               | 2               | 0               | 1               | 0               |
| 2 敗            | 1               | 0               | 1               | 0               | 1               | 0               |

| 勝敗 | 対戦相手   | 試合結果                 | 大会名                                                                                 | 開催年月日     |
| ×    | 内山重行   | 5分2R終了 判定0-3        | パンクラス PANCRASE 2009 CHANGING TOUR                                                 | 2009年10月17日 |
| ○    | 阿部剛卓   | 1R 2:52 腕ひしぎ十字固め | 戦極 〜第八陣〜                                                                        | 2009年5月2日   |
| ×    | 赤井太志朗 | 2R 0:53 TKO（パウンド）  | パンクラス PANCRASE 2009 CHANGING TOUR                                                 | 2009年4月5日   |
| △    | 赤井太志朗 | 5分2R終了 判定0-0        | パンクラス PANCRASE 2008 SHINING TOUR                                                  | 2008年12月7日  |
| ○    | 田中康友   | 5分2R終了 判定3-0        | パンクラス PANCRASE 2008 SHINING TOUR 【ネオブラッド・トーナメント フェザー級 決勝】   | 2008年8月27日  |
| ○    | 清水隼人   | 5分2R終了 判定3-0        | パンクラス PANCRASE 2008 SHINING TOUR 【ネオブラッド・トーナメント フェザー級 準決勝】 | 2008年4月27日  |

### アマチュア総合格闘技
| 勝敗 | 対戦相手         | 試合結果                   | 大会名                                                                          | 開催年月日     |
| ○    | 島崎太郎         | 5分1R終了 判定2-0          | パンクラス PANCRASE 2008 SHINING TOUR 【ネオブラッド・トーナメント予選 決勝】   | 2008年3月23日  |
| ○    | 久保田潤郎       | 1R 2:34 TKO（パウンド）    | パンクラス PANCRASE 2008 SHINING TOUR 【ネオブラッド・トーナメント予選 準決勝】 | 2008年3月23日  |
| ○    | 細川祐           | 不戦勝                     | パンクラス PANCRASE 2008 SHINING TOUR 【ネオブラッド・トーナメント予選 1回戦】  | 2008年3月23日  |
| ○    | 橋本コンチータ。 | 2R 1:46 チョーク           | 第24回パンクラス・ゲート×2 ワンマッチ大会                                       | 2007年10月21日 |
| ×    | 馬場成保         | 2R 0:53 TKO                | 第18回パンクラス・ゲート×2 ワンマッチ大会                                       | 2006年10月29日 |
| ×    | 荒牧拓           | 1R 4:42 チョークスリーパー | パンクラス PANCRASE 2006 BLOW TOUR 【ネオブラッド・トーナメント予選 準決勝】    | 2006年2月19日  |
| ○    | 奥山健太         | 延長R終了 判定2-1          | パンクラス PANCRASE 2006 BLOW TOUR 【ネオブラッド・トーナメント予選 1回戦】     | 2006年2月19日  |
| ○    | 戸澤真澄実       | 2R 1:42 TKO                | 第10回パンクラス・ゲート×2 ワンマッチ大会                                       | 2005年6月19日  |
| ×    | 内山重行         | 2R 0:26 アームバー         | 第9回パンクラス・ゲート×2 ワンマッチ大会                                        | 2005年4月24日  |
| ×    | 中山俊行         | 3分2R終了 判定0-3          | 第7回パンクラス・ゲート×2 ワンマッチ大会                                        | 2004年12月12日 |

## 獲得タイトル
- JTC2005全国大会 67kg未満級 優勝（2005年）
- パンクラス 第14回ネオブラッド・トーナメント フェザー級 優勝（2008年）